# Tim Kübel
Tim Kübel (* 12. Juli 1993 in Böblingen) ist ein ehemaliger deutscher Fußballspieler. Seine bevorzugte Position ist die rechte Abwehrseite.

## Karriere
Kübel begann seine Karriere beim VfL Nagold und dem TuS Ergenzingen, bevor er im Januar 2010 in die Jugendabteilung von Borussia Dortmund wechselte. Am 24. März 2012 kam er zu seinem ersten Einsatz für die zweite Mannschaft, als er beim Regionalliga-Spiel gegen Fortuna Köln eingewechselt wurde. In der Saison 2012/13 spielte er mit der zweiten Mannschaft nach dem Aufstieg in der 3. Liga und kam dort in sechs Spielen zum Einsatz.
Zur Saison 2013/14 wechselte Kübel zum FC Schalke 04 II. Seit Anfang 2015 spielt er für den VfL Nagold in der Verbandsliga Württemberg.